# Линейные корабли типа «Минас Жерайс»
Линейные корабли типа «Минас Жерайс» — серия линейных кораблей Бразилии. Было построено 2 корабля: «Минас Жерайс» и «Сан-Паулу».

## Предыстория
Аргентино-чилийская гонка вооружений (1887—1902 годы), совпавшая с падением бразильской монархии и общей нестабильностью в стране, поставила бразильский флот в положение, в котором он уступал соперникам и качественно, и по тоннажу. В 1904 году бразильские политики впервые поставили вопрос об усилении национального флота, преследуя общую цель вывести Бразилию в число мировых держав. В конце 1905 года были заказаны три броненосца, однако заказ был отменён в 1906 году, вскоре после того, как Великобритания построила ставший революционным «Дредноут». Вместо броненосцев на английских стапелях были заложены корпуса двух бразильских дредноутов типа «Минас Жерайс» с расчётом на постройку в будущем ещё одного.

## Строительство
На момент постройки — наиболее сильновооружённые дредноуты в мире. По толщине брони и защищенности машинной установки «бразильцы» уступают «Дредноуту».

## Силовая установка
Силовая установка состояла из двух паровых машин и 18 горизонтально-водотрубных котлов Babcock & Wilcox.

## «Минас Жерайс»
Линкор «Минас Жерайс» был заложен 10 сентября 1908 года. Строительство шло на верфи «Элсвик шипбилдинг» компании «Армстронг». 6 января 1910 года линкор вошёл в состав флота.
После прибытия линкора в Бразилию на нём вспыхнул мятеж.
В 1952 году линкор был выведен из состава флота.

## «Сан-Паулу»
Линкор «Сан-Паулу» был заложен 30 апреля 1907 года. Строительство шло на верфи в Барроу.
В 1920 году линкор 4 раза пересёк Атлантический океан; 2 раза с королём Бельгии, который посетил Бразилию с официальным визитом.
Корабль исключён из состава флота 2 июля 1947 года.
4 ноября 1951 года затонул при буксировке в северной Атлантике.